# Boudhanath
Boudhanath (Devanagari: बौद्धनाथ) (noto anche come Boudha, Bouddhanath, Baudhanath o in Khāsa Caitya) è uno stupa sito a Kathmandu in Nepal. È noto come Khāsti in Nepal Bhasa, Jyarung Khasyor in tamang o  Bauddha da chi parla il nepali. Situato a circa 5 km dal centro di Kathmandu, la grandezza del suo maṇḍala ne fa uno dei più grandi stupa del Nepal.
Lo stupa di Boudhanath domina lo skyline della città per la sua altezza di 36 metri ed è uno dei più grandi al mondo. L'influsso di un gran numero di rifugiati dal Tibet ha comportato la costruzione di oltre cinquanta monasteri tibetani intorno al Boudhanath. Dal 1979 il Boudhanath è stato riconosciuto dall'UNESCO come patrimonio dell'umanità. Assieme allo stupa Swayambhunath, è uno dei più visitati siti turistici dell'area di Kathmandu.
La stupa è sull'antica rotta commerciale che dal Tibet entra nella valle di Kathmandu dal villaggio di Sankhu nell'angolo nord-est e passa per lo stupa Boudnath per giungere all'antico e più piccolo di Ca-Bahi (spesso chiamato 'piccolo Boudnath'). Poi gira a sud, verso il fiume Bagmati a Patan, evitando così la città principale di Kathmandu (che venne fondata più tardi). I commercianti tibetani hanno riposato e pregato in questo sito per molti secoli. Quando nel 1950 giunsero qui molti profughi dal Tibet, tanti decisero di vivere attorno al Boudhanath. Si dice che nello stupa siano seppelliti i resti di Kāśyapa Buddha.

## Mitologia

### Buddismo Padmasambhav

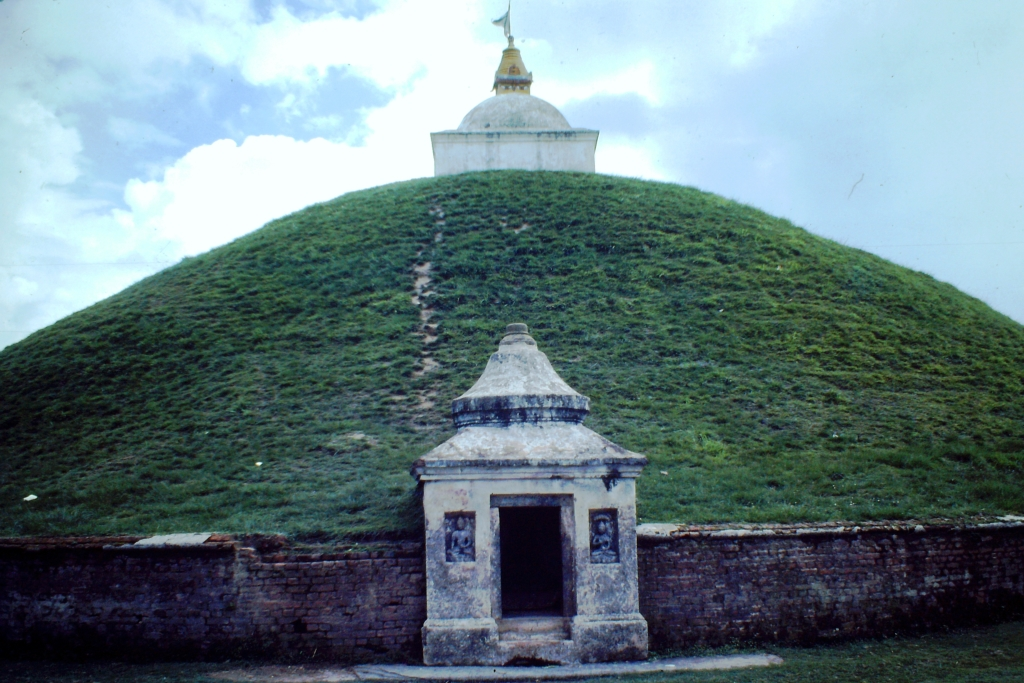
Piccolo Boudnath, Kathmandu. 1979

Questo stupa Bauddha fu costruito subito dopo la scomparsa del Buddha ed è il più grande singolo Chhyorten del mondo. Molti chilogrammi di oro sono stati utilizzati nella decorazione dell'edificio sacro. La leggenda della sua costruzione inizia con una persona: Jajima, una apsara in una vita precedente, nata in una famiglia molto normale di contadini. Ebbe quattro mariti, e diede alla luce quattro figli a ciascuno di essi. 
Tajebu nacque da un commerciante di cavalli, Phajebu da un commerciante di suini, Khijebu da un commerciante di cani e Jyajebu da commerciante di pollame. I quattro fratellastri avevano un atteggiamento più religioso, e decisero di costruire il più grande chhorten (stupa). Il terreno necessario per lo stupa venne messo a disposizione da Majyamija, e la costruzione iniziò subito dopo. I materiali da costruzione vennero portati su elefanti, cavalli e asini. Majyamija morì quattro anni più tardi, dopo il completamento di quattro piani della struttura, e dopo altri tre anni di sforzi incessanti, i figli completarono lo stupa Baudha. Ci vollero quasi sette anni in totale per completare la costruzione.
Si crede che migliaia di Buddha e divinità celesti si siano incarnate come Lama nello stupa Baudha 
Si dice che a causa di Rabne, i raggi di Bouddhisattwa siano entrati nella canzone dal cielo e il suo suono sacro è stato sentito nel cielo. A seguito dell'essere abilitato dal Bodhisatwa questo stupa è visto con una grande riverenza come lo sono Sange, Thange Duibe e Chorten.
Dopo il completamento della costruzione del Boudha stupa, Tajebu pregò molto devotamente chiedendo di diventare il re della regione settentrionale per poter diffondere la religione, così fu lui il re Thichen Devajan del Tibet nella sua vita successiva. Phajebu voleva essere uno studioso per diffondere la religione, e divenne Bodhisattva, un maestro illuminato in Tibet nella successiva reincarnazione. Khijebu divenne l'illuminato Guru Rinpoche su Ashada Dashain (il decimo giorno del calendario lunare del primo semestre Ashada) in Kashamir, a Orgen Yul, nella zona sud-ovest, a Dana Kukhya nello stagno di latte al fiore di loto. Soppresse i demoni che erano d'ostacolo alla religione e la protesse dagli attacchi demoniaci. Jajebu pregò di essere un ministro per la protezione della religione nel nord e come risposta alla sua preghiera rinacque in Tibet e divenne il ministro Bhamitisi. 
Tutte queste persone pregarono per sé stesse, ma non per gli animali che avevano trasportato i mattoni, per il suolo e la pietra necessari alla costruzione. Pertanto, questi animali si adirarono e l'elefante pregò di essere un demone, nella vita seguente, per eliminare la religione. Così divenne re del Tibet sotto forma di Langdharm, dove Tajebu aveva diffuso la religione più santa. Allo stesso modo, l'asino pregò di diventare un ministro nella successiva incarnazione per distruggere la religione e anche lui divenne un ministro 'Duilon Masyal Thoumbe " in Tibet.
Un corvo che aveva ascoltato le preghiere di questi animali, pregò allo stupa Bauddha di essere un ministro e di proteggere e preservare la santa religione uccidendo il re demoniaco Lang Dharma nella seguente vita. Rinacque come Lha Lung Pay Kyi Dorje e assassinò Lang Dharma con un arco e freccia.
I mandriani e pastori che pregarono per la protezione della religione e la soppressione dei demoni (che stavano tentando di eliminare la santa religione), si reincarnarono in Choyolen Gohi Pema Chen in Tibet per conservare la religione. Allo stesso modo, Chodpurchan e Sarse, due bramini che avevano pregato allo stupa di nascere nel paese santo e poter scrivere la santa letteratura, rinacquero come Kavapalcheka e Luigalchen; essi tradussero migliaia di insegnamenti sacri del Buddha e scrissero anche il santo Kangyur.
Inoltre, due principi ereditari del Nepal pregarono di poter diffondere la religione, e divennero Denama Chemang e Hegika Demoka nella loro vita successiva, scrivendo molti libri sacri. Insieme a questi, il religioso re del Tibet, Dechen Devachan, chiese al più grande maestro Rinpoche: "quale potrebbe essere stato il fattore e il bagaglio culturale della nostra vita precedente, che ci ha fatto profondamente devoti nella religione e attivi nel diffondere le questioni religiose"? Il Guru con riverenza gli rispose: "Jyarung Khasyor".

### Leggenda sulla costruzione dello stupa secondo la mitologia buddista tibetana
""Il borgo che circonda la grande torre Kasyapa è generalmente conosciuto con il nome di Boḍḍha ... che in tibetano si dice Yambu Chorten Chenpo. Yambu è il nome generico con cui Kathmandu è conosciuta in Tibet e Chorten Chenpo significa grande torre. Il vero nome completo della torre è, tuttavia, Ja Rung Kashol Chorten Chenpo, che può essere tradotto come: "Ho finito di dare l'ordine di procedere." La torre ha un'interessante storia che spiega questo strano nome. Si dice in questa storia che Kasyapa era un Buddha che aveva vissuto a lungo prima di Buddha Shakyamuni. Dopo la morte di Kashyapa Buddha, una vecchia, con i suoi quattro figli, seppellì i resti di questo grande saggio nel punto in cui si trova oggi lo stupa, che fu costruito dalla donna stessa. Prima di iniziare i lavori di costruzione, presentò una petizione al re del tempo, e ottenne il permesso di "procedere" alla costruzione di una torre. Dal momento in cui, come risultato dei grandi sacrifici da parte della donna e dei suoi quattro figli, le basi della struttura era terminate, chi la vedeva rimaneva stupito della grandezza della stessa. In particolare, alti funzionari del paese, dissero che se ad una povera vecchia donna era stato permesso di completare la costruzione di una torre di tale grandiosità, essi avrebbero dovuto dedicare un tempio grande come una montagna, e così decisero di chiedere al re di non consentire l'ulteriore avanzamento dei lavori. Quando il re venne informato, rispose: "Ho finito di dare l'ordine alla donna di procedere con il lavoro. Il re non deve rimangiarsi la parola, e non posso ritirare i miei ordini adesso.». Così la donna ebbe il permesso di finire la torre e da qui venne il suo nome: "Ja Rung Kashol Chorten Chenpo." Io invece penso, tuttavia, che la torre deve essere stata costruita dopo i giorni del Budda Shakyamuni, poiché la descrizione di cui sopra dai libri tibetani è diversa dalle fonti in sanscrito, che sono più affidabili rispetta a quelle tibetane.

## Storia

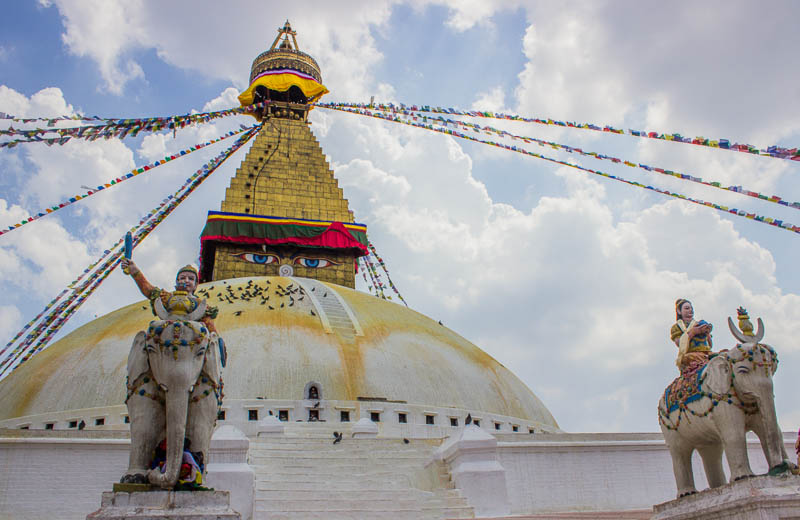
Il grande stupa

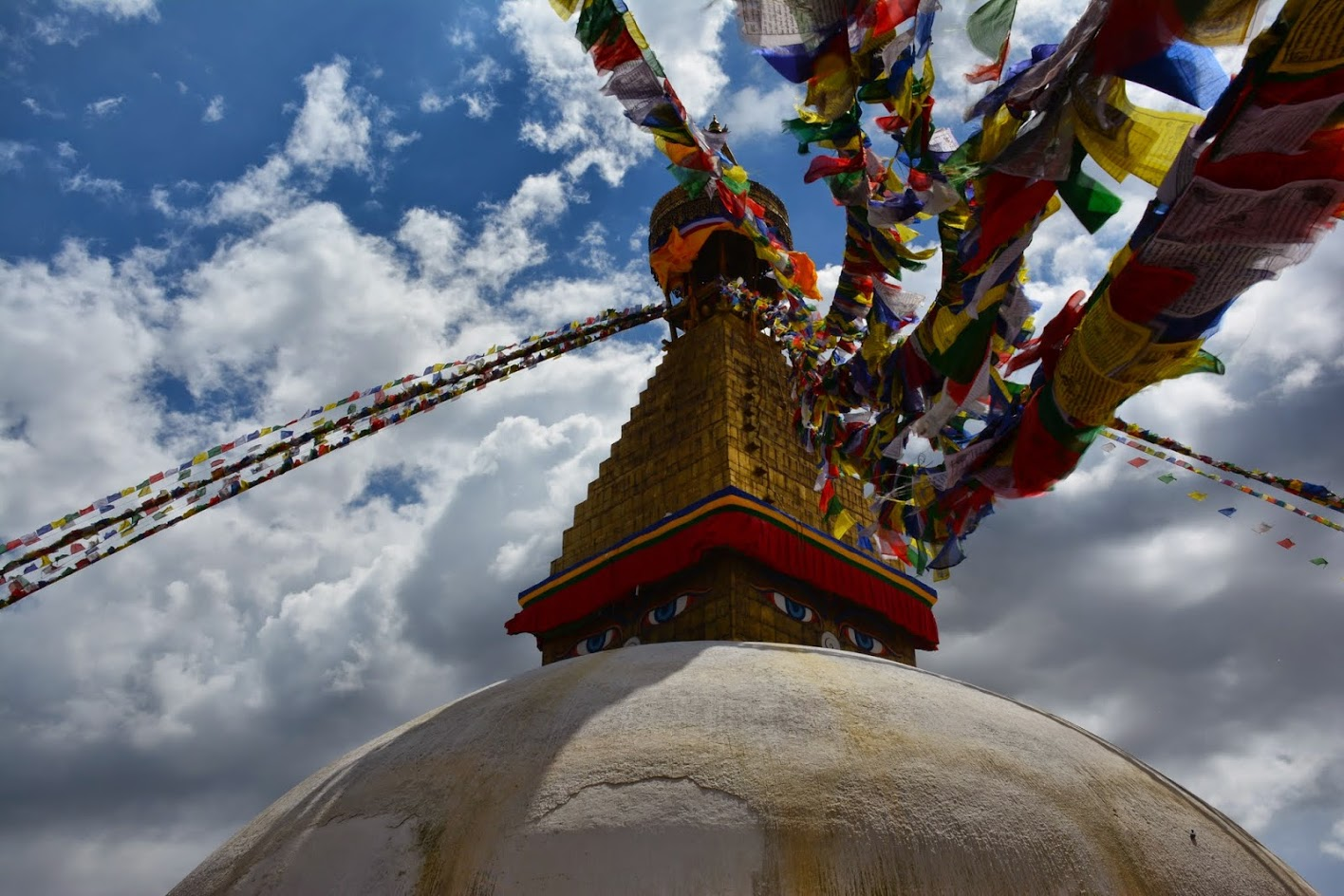
Bandiere sopra Stupa di Bodnath

Il Gopālarājavaṃśāvalī dice che lo stupa Boudhanath venne costruito dal re nepalese Śivadeva (c. 590-604); anche se altre fonti nepalesi lo datano al regno di re Mānadeva (464-505). Fonti tibetane affermano che un tumulo sul sito è stato realizzato nel tardo XV o all'inizio del XVI secolo e le ossa del re Aṃshuvarmā 605-621 sono stati scoperte lì.
Comunque, l'imperatore tibetano Trisong Detsän (755-797) viene tradizionalmente associato alla costruzione dello stupa Boudhanath.

### Terremoto dell'aprile 2015
Il 25 aprile 2015 una violenta scossa di terremoto di magnitudo 7,8 ha sconvolto il Nepal. Al contrario di molti edifici storici a Kathmandu, lo stupa di Boudhanath ha subito solo danni lievi, mentre alcuni dei piccoli templi che popolano il sito sono andati distrutti.